# Романова, Инна Анатольевна
Инна Анатольевна Романова (род. 19 апреля 1975, Харьков) — украинская, а с 2001 года — белорусская шахматистка, гроссмейстер (1998) среди женщин.
| Графики недоступны из-за технических проблем. См. информацию на Фабрикаторе и на mediawiki.org. |